# Фугасувка
Фугасувка (пол. Fugasówka) — село в Польщі, у гміні Огродзенець Заверцянського повіту Сілезького воєводства.
Населення — 853 особи (2011).
У 1975-1998 роках село належало до Катовицького воєводства.

## Демографія
Демографічна структура станом на 31 березня 2011 року:
|          | Загалом | Допрацездатний вік | Працездатний вік | Постпрацездатний вік |
| -------- | ------- | ------------------ | ---------------- | -------------------- |
| Чоловіки | 422     | 72                 | 298              | 52                   |
| Жінки    | 431     | 55                 | 265              | 111                  |
| Разом    | 853     | 127                | 563              | 163                  |